# Saidi Omar bin Saidi Houssein
Saidi Omar bin Saidi Houssein dit le sultan vert né vers 1815 et mort en 1892 a été sultan d'Anjouan. Il appartient au clan El Maceli, qui a donné de nombreux sultans à l'île, son grand-père étant Abdallah Ier, Abdallah III son cousin. Il épousa quatre femmes dont Djoumbé Fatima, reine de Mohéli, et une fille de Saïd Achmet de Bambao. Comme Abdallah III, il a été favorable à l'établissement d'un protectorat de la France sur les Comores, et donc à la pacification de la région.
En 1840, il devient vizir de Salim bin Alawi. En 1841, il négocie avec la France en contrepartie d'une aide pour l'accession de son beau-père Saïd Achmet au sultanat de Bambao, lors de l'achat de Mayotte à Dzaoudzi. Cela permit à la France d'envisager un protectorat sur la Grande Comore. Il obtient la grand-croix de chevalier de la Légion d’Honneur en 1883 pour services rendus à la Nation, 8 ans après l'avoir sollicité. C'est le premier Comorien à avoir bénéficié de cette distinction. En 1890, la France le reconnait sultan d’Anjouan.